# Đuro Daničić
Đuro Daničić (pravo prezime Popović) (Novi Sad, 4. travnja 1825. – Zagreb, 17. studenoga 1882.) bio je hrvatski jezikoslovac srpskoga podrijetla, prevoditelj, jezični povjesničar i leksikograf. 

## Životopis
Đuro Daničić rođen je u Novome Sadu 1825. godine. Sin pravoslavnog svećenika, pravim imenom Đorđe Popović, promijenio je ime u Đuro Daničić po senjskom uskoku, junaku iz narodne pjesme. 
Nakon osnovnog i srednjeg školovanja u Novom Sadu i Bratislavi (tada: Požun), nastavlja sa studijem prava u Pešti, te od 1845. godine u Beču. Ondje se približava Vuku Stefanoviću Karadžiću i slovenskom filologu Miklošiču, pod čijim se utjecajem počinje baviti filologijom kojoj će s vremenom posvetiti cijeli profesionalni život.
Makar austrijski državljanin, primao je tijekom studija pomoć iz Srbije (koja je tada bila pod zaštitom Austrije) od kneza Mihaila Obrenovića te od Karadžićevog pokrovitelja (i jednog od vodećih ljudi u Srbiji) Jovana Gavrilovića. 
Godine 1856. postaje knjižničar Narodne biblioteke u Beogradu i tajnik "Društva srpske slovesnosti", a od 1859. godine je profesor Beogradskog Liceja (Velike škole). Godine 1865. ostavlja profesuru i na kratko vrijeme radi kao činovnik u Upravi pošta. 1866. godine je imenovan tajnikom tadašnje (novoosnovane) Jugoslavenske akademije znanosti i umjetnosti u Zagrebu.
Godine 1873. vraća se na katedru srpskog jezika u Veliku školu u Beogradu, gdje predaje 1877. godine. Potom odlazi u Zagreb, gdje kod Jugoslavenske akademije znanosti i umjetnosti dovršava rad na velikom Rječniku hrvatskoga ili srpskoga jezika (koji izlazi u razdoblju 1880. – 1882. godine). Na tom poslu velikog dometa, oko kojega se do danas vode rasprave u pitanju tzv. "srpskohrvatskog jezika", zatekla je Daničića smrt, 1882. godine. 
Umro je u Zagrebu 1882. godine. Pokopan je u Beogradu, na Markovom groblju a kasnije je premješten na Novo groblje.

## Filološki rad
Kao student prava s velikim interesom za filologiju, u Beču pomaže Vuku Karadžiću u prevođenju Novog zavjeta, 1847. godine. Te je iste godine objavio poznati polemički spis Rat za srpski jezik i pravopis u kojem opovrgava jezikoslovne ideje glavnoga Karadžićeva protivnika Miloša Svetića i poredbenom metodom potkrjepljuje opravdanost fonološkoga pravopisa. 
Intuitivno dobro koncipiranom, no teoretski slabo utemeljenom karadžićevskom modelu jezika (u to vrijeme u Kneževini Srbiji uopće nije bilo višokoskolskih ustanova, nego se značajniji počeci srpskog školstva zapravo nalaze u Srijemu, tada dijelu Hrvatske) vrlo mladi, ali daroviti Daničić dao je stručnu potkrijepu znanstvenim aparatom onodobne filolologije; tu prije svega valja spomenuti sljedeća djela u kojima je dao adekvatan gramatički opis srpskoga jezika: Mala srpska gramatika, 1850., Srpska sintaksa, 1858., Oblici srpskoga ili hrvatskoga jezika, 1872., Istorija oblika srpskoga ili hrvatskoga jezika, 1874., Osnove srpskoga ili hrvatskoga jezika, 1876., Korijeni u hrvatskom ili srpskom jeziku, 1877. Već je iz naslova vidljivo da se radi o poimanju srpskog i hrvatskog kao jednoga jezika, pa je tu potrebno nekoliko povijesnih pripomena.
Đuro je Daničić počeo svoj znanstveni rad kao pristaša karadžićevske ideologije o jezičnom pansrpstvu (atribuiranje štokavskoga narječja, tj. njegovih izvornih govornika i pisane baštine srpskomu etnosu). Početne je radove ostentativno posvećivao «Srbima katoličke vjeroispovijesti», što mu je izravno zamjerio i mladi Vatroslav Jagić, a za njim i praktično svi drugi hrvatski Ilirci).
Godine 1857. Daničić u Glasniku Društva srbske slovesnosti objavljuje tekst Razlike između jezika Srbskog' i Hrvatskog (pisanog starijim slovopisom i pravopisom) u kojem identificira hrvatski s čakavskim narječjem (kao primjere hrvatskoga jezika uzeo je tekstove Lucića, Hektorovića i još neke pretežito čakavske jezične spomenike), dakle, posve na crti Karadžićeve jezično-nacionalne ideologije. No, Daničić je evoluirao u shvaćanjima, što je razvidno iz sljedećega: situacija se mijenja raspravom Ć i Đ u istoriji slavenskih jezika, 1867. godine u kojoj je odbacio zastarjele nacionalno-dijalekatske podjele i priznao postojanje starije hrvatske štokavske pismenosti i književnosti (doduše, sama je rasprava više posvećena onom što bismo danas nazvali povijesnom dijalektologijom). Otprilike od sredine šezdesetih Daničić je uvjereni protagonist jugoslavenske ideologije, jezičnoga jedinstva Hrvata i Srba i stanovišta da je u književnom pogledu sve hrvatsko ujedno i srpsko, a sve srpsko i hrvatsko. Svoje radove o jeziku bi naslovljavao «hrvatski ili srpski» kad je objavljivao u Zagrebu, te «srpski ili hrvatski» u Beogradu. Godine 1866. izabran je za glavnoga tajnika HAZU (onda JAZU) u Zagrebu, gdje je imao presudnu ulogu u zasnivanju Akademijinog rječnika, tj. «Hrvatskog ili srpskog rječnika JAZU».
Daničićeva koncepcija jezika se može označiti kao rafinirana karadžićevska. Nije nikad doveo u pitanje štokavski folklorni purizam, niti položaj puka kao primarnog jezičnoga suca. To je malo neobično, uzme li se u obzir da je Daničić (za razliku od Karadžića) izvrsno poznavao staru srpsku književnost koju je, u više navrata, izdavao u pretiscima: primjeri su Rječnik iz književnih starina srpskih, I.-III., 1863-4., Teodosije: Život sv. Save, 1860., Domentijan: Život sv. Simeuna i sv. Save, 1865., Arhiepiskop Danilo II: Životi kraljeva i arhiepiskopa srpskih, 1866.
Česti su prigovori Daničiću, poglavito s hrvatske strane, da je zanemarivao hrvatsku kajkavsku i čakavsku književnost u početnom radu na Akademijinom rječniku. No, te zamjerke ne mogu izdržati ozbiljnijih ispitivanja: svakoga čovjeka treba prosuđivati u kontekstu vremena, a Đuro Daničić je djelovao u ozračju jugoslavenstva i ideje hrvatsko-srpskog jezičnog jedinstva koje je forsiralo novoštokavski purizam te bilo gluho kako za tronarječnu dimenziju hrvatskog, tako i za umjetnički vid književnojezične baštine. Ukratko, inzistiralo se na presjeku hrvatskoga i srpskoga jezika, a to je novoštokavski folklorni izraz, što je imalo za posljedicu zabacivanje bitnih značajki kako hrvatskoga, tako i srpskoga jezika i jezičnopovijesni nihilizam koji je, zbog višestoljetne književne djelatnosti na vernakularu, djelovao osiromašujuće prije svega po fizionomiju hrvatskoga. No, uzme li se obzir rana Daničićeva smrt, vidljivo je da ta pogreška u uređivanju ide ponajviše na račun najutjecajnijega hrvatskoga filologa na prijelazu stoljeća, Tome Maretića, koji je i sam odustao od te koncepcije u 1920-im godinama, uvidjevši njenu ograničenost. Osim gramatičkih, publicističkih i tekstoloških radova, Daničićevo je najvrjednije djelo prijevod «Starog zavjeta» na srpski jezik. Slično svom hrvatskom suradniku Maretiću, koji je najživlji u svojim prijevodima Homerove «Odiseje» i «Ilijade», i ovaj je filolog nazočan u suvremenoj javnosti više kao prevoditelj nego kao neprijeporno stručni jezikoslovac.

## Djela
- Rat za srpski jezik i pravopis, 1847.
- Mala srpska gramatika, 1850.
- Srpska sintaksa, 1858.
- Oblici srpskoga jezika, 1863., 2. izd. 1864., 3. izd. 1874.)
- Rječnik iz književnih starina srpskih, 1–3. 1863. – 1864., (2. izd. 1962., 3. izd. 1975.)
- Oblici srpskoga ili hrvatskoga jezika, 1869. (2 izd. 1872., 3. izd. 1892.)
- Dioba slovenskih jezika. (Iz lekcija profesora Velike škole Dr. Đ. Daničića), 1874.
- Istorija oblika srpskoga ili hrvatskoga jezika, 1874.
- Osnove srpskoga ili hrvatskoga jezika, 1876.
- Korijeni s riječima od njih postalijem u hrvatskom ili srpskom jeziku, 1877.
- Rječnik hrvatskoga ili srpskoga jezika, 1880. – 1882.

## Vanjske poveznice
- (srp.) Srpska gramatika, godine 1863.
- Đuro Daničić: Oblici hrvatskoga ili srpskoga jezika
- Đuro Daničić: Korijeni s riječima od njih postalijem u hrvatskom ili srpskom jeziku
- Đuro Daničić: Istorija oblika srpskoga ili hrvatskoga jezika do svršetka XVII vijeka
- Daničić, Đuro  Arhivirana inačica izvorne stranice od 14. svibnja 2020. (Wayback Machine), hbl.lzmk.hr, Jure Šonje (1993.)